# Mio Vacík
Mio Vacík, celým jménem Miloš Vacík, také Miloš Vacík ml. (* 12. srpna 1969 Praha) je syn básníka Miloše Vacíka.

## Život
Narodil se 12. srpna 1969 v Praze, má tři děti. Vystudoval výtvarnou školu Václava Hollara v Praze, od osmnácti let se věnuje zejména hudbě. V mládí se učil na zobcovou flétnu, pak se začal naplno věnovat bubnům. Maluje obrazy s motivy z exotických cest, doplněné o četná symbolická vyjádření; každým rokem vystavuje v několika galeriích. Jeho plátna nebo kresby bývají k vidění také v pražské síti vegetariánských restaurací Beas. Od 20. let 21. století rozšířil svůj zájem i o tvorbu naturalistických skleněných váz a svítidel. 

## Tvorba
Jako muzikant působil ve skupinách Šum svistu, Sluneční orchestr, Laura a její tygři a Tam Tam Orchestra. Od roku 1999 vystupuje se svým hudebním tělesem Tam Tam Batucada, se kterým v roce 2004 vydal první desku. Jako předskokani vystupovali například před finskou skupinou Värtinä nebo britskými Transglobal Underground. Každým rokem vytváří bubenické aranžmá některé z českých vánočních koled.